# سوب (رود)
سوب (به لاتین: Sob) یک رود در روسیه است که در ناحیه خودگردان یامالو-ننتس واقع شده‌است.